# Poecilia mechthildae
Poecilia mechthildae és un peix de la família dels pecílids i de l'ordre dels ciprinodontiformes.

## Distribució geogràfica
Es troba a Sud-amèrica: Colòmbia.